# Martin Olejňák
Martin Olejňák (* 30. April 1970 in Spišská Stará Ves) ist ein slowakischer Beachvolleyballtrainer.

## Karriere
Olejňák spielte von 1989 bis 1993 Hallenvolleyball bei Slávia UK Bratislava und von 1994 bis 1996 bei Ravijoma Bratislava. Anschließend schlug er die Trainerlaufbahn ein und war in der Halle von 1996 bis 1998 Chef-Trainer der slowakischen Jugend-/Juniorennationalmannschaft, von 1998 bis 2001 Co-Trainer bei den HotVolleys Wien und von 2001 bis 2004 Nachwuchs-Trainer bei SVS/Sokol Schwechat. Seit Ende 2004 ist Olejňák hauptberuflich Beachvolleyball-Trainer. Er betreute von 2004 bis 2005 Robert Nowotny und Peter Gartmayer (AUT), von 2005 bis 2012 Doris und Stefanie Schwaiger (AUT) sowie von 2011 bis 2012 Grzegorz Fijałek und Mariusz Prudel (POL). Von 2012 bis 2016 war er Chef-Trainer der polnischen Beachvolleyball-Männer. Seit Januar 2017 ist Olejňák Bundestrainer der Beachvolleyball-Männer Deutschlands.